# Psilopterus lemoinei
Psilopterus lemoinei is een soort uit de familie der schrikvogels (Phorusrhacidae). De soort is gekend van meerdere locaties uit het midden van het Mioceen in de Santa Cruz provincie van het hedendaagse Argentinië.

## Ontdekking en naamgeving
De soort werd oorspronkelijk in 1891 beschreven door Moreno & Mercerat als Patagornis lemoinei. Zij boden echter enkel een 'korte en dubbelzinnige' beschrijving. Ook Sinclair and Farr gaven in 1932 enkel een vage beschrijving hoewel vele illustraties bijvoegden. Alvarenga & Höfling zagen in 2003 in dat het ging om een soort van Psilopterus en bepaalden als lectotype MLP-162, het distale (onderste) deel van een tibiotarsus. Zij beschreven de soort echter ook enkel door ze te vergelijken met Psilopterus bachmanni, waarbij ze de mogelijkheid open lieten dat P. bachmanni en P. lemoinei één soort voorstellen. De verschillen tussen de exemplaren van beide zouden dan veroorzaakt zijn door seksuele dimorfie of leeftijdsverschillen. Een gedetailleerde morfologische beschrijving werd pas gegeven in 2011 door Degrange & Tambussi. Zij spreken dan ook Alvarenga & Höfling tegen door te zeggen dat er meer morfologische verschillen zijn met P. bachmanni dan enkel de grootte en beschouwen P. lemoinei definitief als een aparte soort.

## Beschrijving
Psilopterus lemoinei is een beetje groter dan de 60 cm hoge Psilopterus bachmanni en met een gewicht van acht tot negen kg ook zwaarder. De soort heeft ook een opvallend hogere bovenkaak en een 20 cm lange schedel, die ook hoger was dan die van haar zustertaxon.
De snavel is hoog en heeft smalle wanden. Hij wordt daarom verstevigd met een netwerk van verschillend grote beenbalkjes die de vorm hebben van afgeronde viehoeken. De fenestrae antorbitales (grote openingen in de schedel van vogels) zijn groter dan de neusgaten, maar hun rostrale (aan de voorkant liggende) rand is niet zo schuin als bij P. bachmanni. De neusgaten zijn naar de achterkant van de schedel toe duidelijk gescheiden van de tomia, de snijrand van de snavel. De crista deltopectoralis, een uitsteeksel van het opperarmbeen waar de musculus pectoralis major en de musculus deltoides aan bevestigd zijn, is slechts zwak ontwikkeld en mist een foramen pneumaticum. De fossa olecrani is goed ontwikkeld en staat loodrecht op de lijn van het bot. De condylus ventralis is ovaal en horizontaal uitgelijnd wanneer hij van voor bekeken wordt. De processus supracondylaris dorsalis is hol en proximolateraal uitgericht.

### Gevonden materiaal
De soort is, met een grote hoeveelheid gevonden fossielen, een van de best gekende leden van de schrikvogels. Naast het lectotype beschikt men nog over de exemplaren die vroeger werden gebruikt als holotype voor diverse synoniemen en over een erg goed geconserveerd exemplaar, beschreven door Sinclair & Farr in 1932.